# Четврта прекоморска бригада НОВЈ
Четврта прекоморска бригада НОВЈ формирана је у јулу 1944. године у Гравини. највећим делом од Истрана и приморских Словенаца, а командни кадар (око 35 официра и политичких комесара) упутио је Главни штаб НОВ и ПО Словеније. Задржана је у јужној Италији као радна јединица за послуживање на аеродромима и у лукама, одакле су пребацивани ратни материјал и храна за Југославију. Две чете Трећег батаљона ове бригаде касније су биле пребачене на аеродром код Земуна. Расформирана је маја 1945. године.